# Coelichneumon pulcherior
Coelichneumon pulcherior là một loài tò vò trong họ Ichneumonidae.